# Берёзовка (Петриковский район)
Берёзовка (бел. Бярёзаўка) — деревня в Грабовском сельсовете Петриковского района Гомельской области Беларуси.
На востоке и севере граничит с лесом.

## География

### Расположение
В 41 км на северо-запад от Петрикова, 21 км от железнодорожной станции Копцевичи (на линии Лунинец — Калинковичи), 212 км от Гомеля.

### Гидрография
На юге и западе мелиоративный канал.

## Транспортная сеть
Рядом автодорога Копцевичи — Новосёлки. Планировка состоит из криволинейной улицы, ориентированной с юго-востока на северо-запад, застроенной деревянными усадьбами.

## История
Основана в начале XIX века переселенцами из соседних деревень. По ревизским материалам 1850 года во владении помещика С. Ф. Ленкевича. В 1917 году в Грабовской волости Мозырского уезда Минской губернии. В 1931 году организован колхоз. Во время Великой Отечественной войны в феврале 1943 года оккупанты полностью сожгли деревню и убили 13 жителей. 24 жителя погибли на фронте. Согласно переписи 1959 года в составе колхоза «Победа» (центр — деревня Грабов).

## Население

### Численность
- 2004 год — 31 хозяйство, 43 жителя.

### Динамика
- 1850 год — 11 дворов.
- 1917 год — 83 жителя.
- 1940 год — 51 двор, 211 жителей.
- 1959 год — 255 жителей (согласно переписи).
- 2004 год — 31 хозяйство, 43 жителя.